# تاماکی ناکانیشی
تاماکی ناکانیشی (به انگلیسی: Tamaki Nakanishi؛ زادهٔ ۱۳ فوریهٔ ۱۹۷۶ – درگذشتهٔ ۱۴ مارس ۲۰۲۰) صدا پیشه و بازیگر اهل ژاپن بود.

## درگذشت
ناکانیشی در ۱۴ مارس ۲۰۲۰، در بیمارستان و تحت مراقبت پزشکی درگذشت. تشییع جنازهٔ وی به صورت خصوصی برگزار شد و فقط خانوادهٔ وی در آن شرکت کردند.